# Provincia Sassari
Sassari este o provincie în regiunea Sardinia în Italia.